# Diga di Uluborlu
La diga d'Uluborlu è una diga della Turchia. Si trova nella provincia di Isparta.